# Elina Madison
Pour les articles homonymes, voir Madison.
Elina Madison, née le 27 septembre 1976 à Sioux City dans l'Iowa, est une actrice, productrice et scénariste américaine.

## Filmographie

### Actrice
- 1996 : Red Shoe Diaries (série télévisée) : Eve
- 1996 : That Thing You Do! : la Go-Go danseuse
- 1997 : Illusions of Sin : Jenny
- 1998 : Beverly Hills Bordello (série télévisée) : Lucy / Ally
- 1999 : Shame, Shame, Shame : Calle
- 1999 : The Pleasure Zone (série télévisée) : Kara
- 1999 : Lip Service (vidéo) : Carla
- 2000 : The Independent : Fawn
- 2000 : 21 : Cindy
- 2001 : Mulholland Drive : la starlette
- 2001 : Crossruff (court métrage) : la prostituée
- 2001 : Reasonable Doubt : Brandy
- 2001 : My Dark Days : la jogueuse
- 2002 : Curse of the Forty-Niner : Rox Ann
- 2003 : The Hazing (vidéo) : Daphné
- 2003 : El Chupacabra (vidéo) : Starlina
- 2003 : What Should You Do? (série télévisée)
- 2003 : The Mummy's Kiss : Carrie
- 2003 : Plan B (court métrage) : la fille
- 2003 : The Erotic Misadventures of the Invisible Man (vidéo) : Rachal Stevens
- 2004 : Bloody Tease (vidéo) : Treasure
- 2004 : Galaxy Hunter : Monica
- 2004 : Black Tie Nights (série télévisée) : Allison
- 2004 : Hamal_18 : Marian
- 2005 : Candy Paint (court métrage) : la patineuse
- 2005 : Guilty or Innocent? (série télévisée) : la petite amie
- 2005 : Shockumentary (court métrage) : Monica
- 2005 : Star Party : Jo-Anne
- 2006 : Silent Screamplay II (vidéo) : Pamela Martin
- 2006 : Psychon Invaders (vidéo) : Jenny Mc Kinnis
- 2006 : Backstage Pass (vidéo) : Caroline carreras
- 2005-2006 : Hi-Jinks (série télévisée) : la jeune mère
- 2006 : Creepshow 3 (vidéo) : Eva
- 2006 : Azusa Street: The Movie (vidéo) : Lucy Leatherman
- 2005-2006 : Untold Stories of the ER (documentaire) : Michelle Rodriguez / Ayn ruiz
- 2006 : Poorman's Bikini Beach (série télévisée) : la danseuse en bikini
- 2006 : The Eden Formula (téléfilm) : Connie
- 2006 : Look @ Me : Tina
- 2006 : Petrified (vidéo) : Lin
- 2006 : The Strange Case of Dr. Jekyll and Mr. Hyde : Cindy Shivers
- 2007 : Deadly Culture (vidéo)
- 2007 : Las Vegas (série télévisée) : Hottie
- 2007 : Stand Up : Jen
- 2007 : Brothers & Sisters (série télévisée) : Stéphanie Jones-Reed
- 2007 : The Wedding Video : Trish
- 2007 : The Metrosexual : Brie la danseuse
- 2007 : Devil Girl : Edie
- 2007 : Murder by the Book (documentaire) : Judy
- 2007 : Descontrol (série télévisée) : la danseuse
- 2008 : José Luis sin censura (série télévisée) : la stripteaseuse
- 2008 : HAL on Earth (court métrage) : Peaches
- 2008 : Kissing Cousins : Stacy
- 2008 : From a Place of Darkness : la grande prostituée
- 2008 : Death Racers (vidéo) : Salomé
- 2008 : Alien Metamorphosis : Solda
- 2008 : Mystery ER (série télévisée) : doctoresse Prince, l'infirmière
- 2009 : Goodbye (court métrage) : la mère
- 2009 : Cardinal Code : l'employée du magasin
- 2009 : Someone's Knocking at the Door : Wilma Hopper
- 2009 : Minty: The Assassin : Minty
- 2009 : Sex Pot (vidéo) : Nancy
- 2009 : Your Kid Ate What? (série télévisée) : l'infirmière
- 2009 : Warning!!! Pedophile Released
- 2009 : Caged Lesbos A-Go-Go : Jesscia Franco
- 2009 : The Corporate Cut Throat Massacre : Brandi Babcock
- 2009 : The Finest Hour : Kitt
- 2010 : Instant Recall (série télévisée) : la photographe, l'intervieweuse
- 2010 : Small Town Saturday Night : Angie Francis
- 2010 : Ripped Memories : Elenita
- 2010 : 1000 Ways to Die (série télévisée) : Freida
- 2010 : Orgy of Blood : la femme qui n'est pas sa mère
- 2010 : Spark Riders : Madison Conner
- 2010 : False Reality (court métrage) : Madison
- 2011 : Ding Dong Dead : Claudia
- 2011 : Chop : Tammy
- 2011 : Killer Outbreaks (série télévisée) : Karen
- 2011 : Storyteller of Terror : Alicia Walker
- 2011 : Night and Day (court métrage) : Jessica
- 2011 : The Girl with No Number : Connie Mallory
- 2012 : Blood Relatives (série télévisée) : Susan Montemayor
- 2012 : Halloween Party : la fille des cavernes
- 2013 : Creep Creepersin's Dracula : Francine
- 2013 : The Brides of Sodom : Leda
- 2013 : Urban Tarzan (série télévisée) : l'épouse
- 2013 : Huff : Lorelei
- 2013 : Unusual Suspects (documentaire) : Myra Salsino
- 2013 : Prime Thickness (court métrage) : la mère
- 2013 : Barracuda : Lisa Davidson
- 2014 : Dating Avi (court métrage) : Brenda
- 2014 : The Black Tape : Alana Wilson
- 2015 : Werewolves in Heat : Nikki
- 2015 : Orgy of the Damned : la femme qui n'est pas sa mère
- 2015 : White Zombie : Madeline
- 2015 : Satanicus : Nicola
- 2015 : Last Call at Murray's : Autumn
- 2015 : Frankenstein's Bride : doctoresse Valérie Hobson
- 2021 : La passion malsaine d'un père de famille (Obsessed with the Babysitter) de Brian Skiba (téléfilm) : Sofia Cartwright

### Productrice
- 2009 : The Corporate Cut Throat Massacre (producteur exécutif)
- 2013 : Gritty (producteur)
- 2013 : Creep Creepersin's Dracula (producteur)
- 2013 : Awesome Girl Gang Street Fighter (producteur)
- 2013 : Fork You (producteur)
- 2015 : White Zombie (producteur exécutif)
- 2015 : Paranormal Ghost Hunters Case Files: Bam the Ghost (producteur)
- 2015 : Last Call at Murray's (coproducteur exécutif)
- 2015 : Frankenstein's Bride (producteur)

### Scénariste
- 2009 : The Corporate Cut Throat Massacre